# هال سوتون
هال سوتون (بالإنجليزية: Hal Sutton)‏ هو لاعب غولف أمريكي، ولد في 28 أبريل 1958 في شريفبورت في الولايات المتحدة.

## وصلات خارجية
- هال سوتون على موقع رابطة لاعبي الغولف المحترفين (الإنجليزية)
- هال سوتون على موقع رابطة اليابان للاعبي الغولف المحترفين (الإنجليزية)
- هال سوتون على موقع التصنيف العالمي الرسمي للغولف (الإنجليزية)
- هال سوتون على موقع قاعة لويزيانا للمشاهير الرياضية (الإنجليزية)
- هال سوتون على موقع إن إن دي بي (الإنجليزية)